# Windy
Pour la goélette à quatre mâts, voir Windy (goélette).
Pour les articles homonymes, voir Windy (homonymie).
Le Windy est une classe de dériveur léger conçue par Léo Bruckner en 1962-64. De 1962 à 1989, environ 1 500 à 2 000 Windy sont construits à Saint-Égrève, dans la banlieue de Grenoble, puis à Saint-Priest, dans la banlieue de Lyon.

## Description
Il y a été construit selon quatre variantes :
1. Standard (1962-69 environ) : compétition et loisir
2. Racing (1969-77 environ) : compétition et loisir/randonnée
3. Racing S (1977-85 environ) : compétition
4. Racing Super (après 1985 environ) : compétition

Initialement produit comme la plupart des dériveurs légers contemporains, équipé de caissons assurant sa flottabilité après chavirage, d'une barre d'écoute arrière, d'un foc et d'un winch de foc des plus classiques, le Windy, sous l'impulsion de la Windy Class, a rapidement évolué et adopté des solutions innovantes qui à l'époque n'existaient que sur le dériveur olympique Flying Dutchman : spinnaker, avaleur de spi, double-fond rendant le bateau auto-videur, barre d'écoute centrale, hook, génois, poulies-winches, etc. 
Bien que la jauge actuelle n'en permette plus l'usage en course, le double trapèze a été testé avec succès sur le Windy dès 1969.

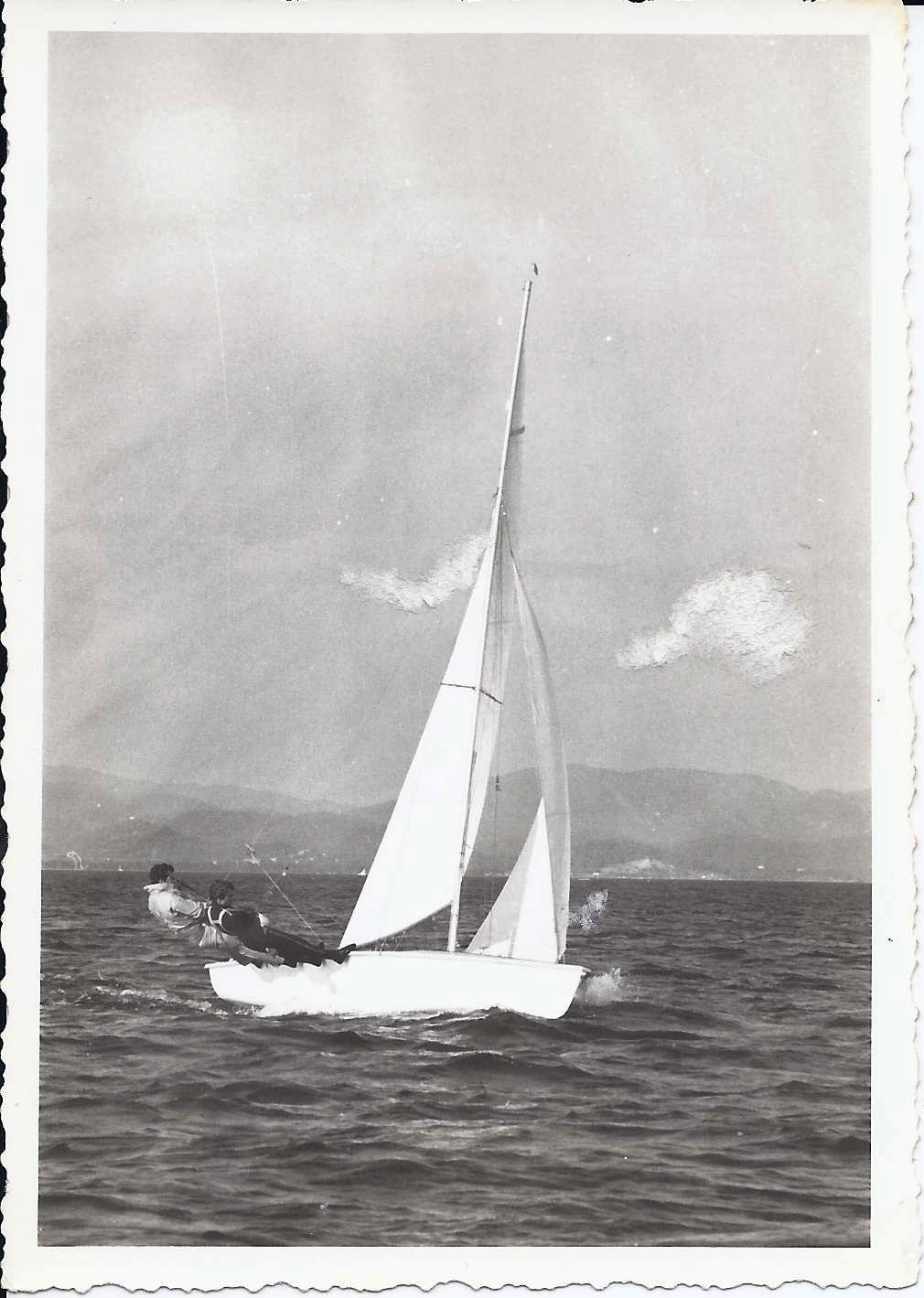
Les frères Marc et Christian Gibert testant le double trapèze sur Windy 369 en rade d'Hyères en 1969.